# 闽国
闽（909年4月27日—945年10月2日），五代十国的十國之一，由闽王王審知於909年建立。926年，嗣王王延翰称大闽国王，正式建立闽国。927年，王延翰之弟王延鈞殺王延翰奪位，並於933年稱帝，国号“大闽”，年號龙启，建都長樂府。此後，閩國內亂不斷。943年，富沙王王延政在建州称帝，国号“大殷”，对抗闽景宗王延羲。景宗部将朱文进弑君自立被消灭后，大殷皇帝王延政改称闽皇帝，不久被趁閩國內亂出兵的南唐所灭。
閩國前後共經6位帝王統治，享國36年，而若自893年王潮攻佔福州，任福建觀察使開始算起，王閩皇族統治福建共52年。雖然閩國國祚短暫，然為繼閩越之後福建第二次獨立於中原政權，在歷史上具有獨特意義，同時也加速了福建的開發。

## 簡介
唐中和元年（881年），黃巢軍入長安，各地伴隨而起的起義不斷，王緒亦順勢建立光寿军，攻入固始。王審知的兄長王潮在當地任小吏，以勇武出名，兄弟遂為王緒所招。時王緒兵少勢孤，為發展根基，投靠蔡州秦宗權，受命光州刺史。然王緒不願受制於人，拒絕秦宗權命其攻打黃巢軍的要求，為秦宗權所攻，王緒寡不敵眾，只好退出固始。此後王緒率领的光寿军南下發展，军队到达福建后，規模已由五千人发展到数万人。光启元年（885年）八月，王潮取代王绪成为光寿军首领。光启二年（886年）八月，光寿军攻克泉州城。
景福二年（893年），王潮军攻克攻克福州城，并逐渐掌控福建五州。王潮被唐朝廷授职为福建观察使，不久升为威武军节度使。乾宁四年十二月（陽曆為898年1月）王潮卒，遺命以王審知繼位。
唐天祐元年（904年），王审知受封为琅琊郡王。907年朱温称帝建立后梁，唐朝灭亡。
后梁开平三年四月初五·庚子（909年4月27日），王审知被后梁封为闽王，都福州。王审知称臣后梁，交好邻国，提倡节俭，减轻稅金、勞役，以保境息民为立国方针，他还建立学校，奖励通商。在他在位期间，闽地的经济、文化都得以迅速发展。
925年王审知死后，其子王延翰即位，926年被兄弟王延禀、王延钧杀害。
926年，王延钧继任闽王。后唐长兴二年（931年）王延钧殺王延稟。
后唐长兴四年（933年）王延钧称帝，建都长乐（今福建福州），国号为“大闽”，年号为“龙启”。
935年，王延钧在政变中为其子王继鹏所弑。继鹏继位，改名王昶。
939年，王昶被连重遇所弑，重遇立王曦（原名王延羲）为闽王。王曦在位时猜忌其弟建州刺史王延政，二人结怨，导致940年王曦进攻建州，开始了闽国内乱。941年，王曦先后称大闽皇和大闽皇帝。943年，王延政于建州称帝，国号为大殷，年号天德。
944年，朱文进、连重遇杀王曦，朱文进自立为闽王，王延政出兵讨伐，泉、漳、汀三州也依附于他。945年，朱文进、连重遇被部下所杀。王延政改国号为“闽”，但没有还都长乐，仍驻建州，只派将领黄仁讽辅佐侄子王继昌守长乐。同年，南唐进攻闽国，于10月2日攻破建州城，王延政投降，闽国灭亡。将领李仁达怂恿黄仁讽杀王继昌后掌握福州，拥立雪峰寺僧人卓俨明为帝，又杀黄仁讽、卓俨明，归顺南唐，获改名李弘义。而担任泉州刺史的闽国宗室王继勋也被都指挥使留从效夺权取代。因李弘义不肯入朝，南唐联合留从效攻打福州，李弘义称臣后晋，改名李弘达，又求援于吴越，南唐军为吴越所败，李弘达以福州归附吴越。
947年，留从效驱逐了南唐在泉州、漳州的驻军，但仍向南唐稱臣，并接受清源军节度使的封号，留及后继者占有泉、漳二州直至北宋建国之后。

## 行政區劃

909年，后梁封王审知为闽王。此时福建领五州，二十四县。
933年，王延钧称帝。此时福建领一府，四州，三十县。
945年，闽国灭亡前夕。此时福建领一府，六州，三十县。

## 歷史

### 奠基時期
881年（中和元年），王潮、王審邽與王審知三兄弟加入王緒的麾下，王潮擔任軍正。885年，王潮推翻王緒，成為軍隊的領導人。886年（光啟二年），王潮攻克泉州，畏時任福建觀察使的陳巖威名，向其投降，陈岩上表授予王潮泉州刺史的官職。893年，陳巖死後，王潮命令三弟王審知與堂弟王彥復率軍攻佔福州，並逐漸控制了整個福建，因而受唐朝政府封為福建觀察使，不久又晉升威武軍節度使。898年，王潮去世，遺命跳過二弟王審邽與自己的四个兒子，將節度使之職傳給三弟王審知。王審知繼承節度使後，又受唐昭宗敕封為琅琊王，不久朱溫篡位建立後梁，唐朝滅亡。

### 太祖時期
909年，後梁皇帝朱温封王審知為「閩王」，閩國建立，建都福州（932年，改称长乐府）。王審知鑒於開國初期應當休息養民，因而實行黄老治術的統治方針；政治上稱臣於中原的後梁政權，並與鄰近國家政權交好、聯姻，而經濟民生上則是提倡節儉，減輕稅金、勞役。另外他還建立學校，獎勵通商，使得閩國的經濟、文化在他在位時期得以迅速發展。王审知在位三十年，始终向中原称臣上供，对内休养生息，尽量避免和四方不同势力的战争。西元925年，王審知薨，廟號太祖，葬宣陵，諡“昭武孝皇帝”，被后人誉为“开闽第一人”。

### 嗣王時期
925年，嫡長子王延翰在太祖薨後继位为威武留后，隔年自稱「大閩國王」，闽国正式建国，但仍舊稱臣於後唐中原政權。不久，後唐莊宗遭弒，中原政權內部陷入混亂，王延翰推崇閩越王無諸的建國事蹟，並以繼承閩越國為由建國稱王，但國家的年號依然使用後唐的天成。王延翰個性荒淫無道、殘忍凶暴，經常為了貪圖美色而收括民女。王延翰时常侮辱自己的兄弟，将自己的兄弟王延鈞贬为泉州刺史。泉州刺史王延鈞與建州刺史王延禀遂以王延翰无道為藉口謀反。王延禀捉住了还在享乐的王延翰，列举他的罪状公布天下，殺死了兄長王延翰，开城等待王延钧入城。王延钧来到了福州，自称威武军留后，上表唐廷，朝廷封他为闽王。公元931年，王延禀再次起兵反叛。带着其子王继雄前来攻打福州。王仁达受命闽主来支援福州，以诈降了方式灭掉了王继雄，王延禀在士兵溃散后被闽主擒杀。后王延钧在索取尚书令不成之后断绝中原王朝的上供。

### 惠宗時期
王延钧迷信鬼神，听信道士陈守元的建议，开国称帝，改元龙启，国号大闽，封自己的儿子王继鹏为福王。在位的时候大兴土木，修筑长春宫供自己享乐，让薛文杰为自己搜刮钱财用来挥霍，穷奢极欲。另外他还选取民女，充入长春宫中。他经常在宫中大摆筵席，动辄点燃金龙烛数百支，照得宫中光明如白天。所用杯具都是玛瑙和琥珀之类的名贵之物。王延钧其父王审知有个婢女叫陈金凤，长得狐媚而且淫荡，王延钧对她非常宠爱。 永和元年（935年）二月，王延钧立陈金凤为皇后。 当初，王延钧有个宠吏叫归守明，因为貌俊而被宠幸。王延钧后来得了风病，陈金凤便与归守明通奸。又有个百工院使叫李可殷，因归守明引荐也与陈金凤通奸。王延钧的婢女李春燕貌美，其子王继鹏奸淫她，王延钧患病后，福王王继鹏请陈金凤向王延钧索要李春燕，王延钧不情愿地给了他。其次子王继韬图谋杀害王继鹏，王继鹏害怕，与皇城使李仿（李春燕的义兄）勾结，商议计策对付王继韬和王延钧。 
永和元年（935年）十月十八日，王延钧在大酉甫殿犒赏将士，昏昏然坐在殿中，说是看见了被自己杀害的王延禀，李仿以为王延钧又病入膏肓，就命壮士先把李可殷在家中杀掉。十月十八九，早晨上朝，王延钧病状消退，问李仿为什么杀掉李可殷，李仿惊慌而出，与王继鹏商议，他们决定干脆一不做二不休，于是带领军士们就衝入了宫中。王延钧听见敲鼓的声音，就躲藏到九龙帐中，卫士把他刺成重伤，宫人不忍看他受苦，遂将其杀死。王继韬及陈金凤、归守明都被李仿所杀。王延钧死后，谥号为惠皇帝，庙号惠宗。

### 康宗時期
公元936年，王继鹏改元通文，继承了父亲的帝位，但继续延续闽国荒淫无道的日子。王继鹏宠幸两个方士陈守元和谭紫霄，二人大肆敛财，王继鹏也是无所不从，二人并且怂恿王继鹏建造极其奢华的道观，耗费民力无数。陈谭二人让一个叫林兴的人常常假扮宝皇大帝附体，然后发布号令，王继鹏深信神鬼之说，无所不从。王继鹏更是在林兴诬陷下杀了王继鹏的两个叔叔王延武和王延望和他们的儿子。林兴又同样方式搞垮了与自己不和的王继严。后来林兴败露，王继鹏并没有杀掉他。王继鹏嗜酒如命，他常常喝醉后喜怒无常，常常暴怒之下屠杀宗室。王继鹏挥霍无度，以至于国库空虚，于是加征各种苛捐杂税，甚至是瓜果蔬菜，鸡鸭狗猪都要交税，百姓怨声载道。王继鹏在其父设立的亲军控鹤都和拱宸都的之外，招募壮士两千人，设立宸卫都，待遇远远比其他两派丰厚，王继鹏知道这二军的不满以后，想把他们遣出福州，派到漳州和泉州节制。拱宸都主将朱文进和控鹤都主将连重遇收到了王继鹏的猜疑，王继鹏想诛杀连重遇的心思被连朱二人提前知道，于是连重遇带着两百猛士直接到了宫中，王继鹏连忙带着自己的妃嫔逃到了宸卫都的大营之中，连重遇放火燒了长春宫，另外派人请之前一直受王继鹏猜疑所以才装疯卖傻的王延羲拜为主帅。控鹤都和拱宸都击败宸卫都，宸卫都死伤大半。王继鹏带着剩下的人到了梧桐镇，在王继业的猛攻之下被擒，王继业在押送王继鹏到施庄的时候将他杀死，就连李春燕和其诸子都被诛杀。

### 景宗時期
王延羲在王继鹏被杀之后自称闽王，改元永隆，并且受到了石敬瑭的册封。王延羲启用了已经致仕的李真为司空，册封其女为皇后。王延羲和李皇后嗜酒如命，终日痛饮。甚至有一天他们大宴群臣，他特意给自己的侄子王继柔大杯，但是王继柔因为酒量不行就偷偷倒掉，于是王延羲大怒，将他推出斩首。王延羲纳了一个绝色的尚贤妃，他在王延羲喝醉的时候想杀谁就杀谁，想赦免谁就赦免谁，搞得闽国朝臣人心不安。王延羲的弟弟王延政看不下去他的荒唐行为，于是上书规劝。王延羲反而痛斥他，并且派遣自己的心腹邺翘到他的属地建州监军。邺翘对王延政无礼，王延政就攻打了邺翘。王延羲见到邺翘逃回了福州，就派遣潘师逵和吴行真出兵攻打王延政。王延政派人到吴越求援，吴越王钱元瓘命仰仁诠救援建州。王延政打败了潘吴二人，但是到了福州军退去后，仰仁诠却赖在建州不肯离去。王延政只好请王延羲派军攻打吴越，态度极其诚恳。王延羲就派王继业率两万人驰援建州，断了吴越的粮道，吴越只好退回，王延政又出城掩杀吴越， 斩杀和俘获吴越军数万人。
之后王延羲和王延政在王审知墓前歃血为盟，才让两家休兵。但王延羲之后又怀疑王继业和汀州刺史王延喜和王延政勾结，杀死了此二人。王延羲之后又杀了王继严，宗室几乎被其屠戮殆尽。公元946年王延羲自称是大闽皇帝，恢复了帝号。后晋天福八年（公元943年），王延政也在建州称帝，国号大殷，闽国分裂为两个国家。殷国只有六县之地，王延政也被人讥笑为“五县天子”。
王延羲也猜忌朱文进和连重遇二人，二人也打算先下手为强。李皇后见到王延羲只宠爱尚贤妃，于是打算将王延羲杀掉，立自己的儿子王亚澄为帝。她决定借刀杀人，她告诉朱连二人说主上猜忌他们，他们需要早做准备。朱连二人在王延羲会看望李皇后的父亲李真时，就暗中指示部下乘王延羲上马之际杀掉了他。于是朱李二人来到了朝堂，召集了百官。朱文进历数闽主无道，戴上了衮龙袍和冕旒冠，面南而坐，连重遇和百官纷纷跪拜。朱文进之后杀绝王氏子孙，除个别远亲外，王氏子孙被屠戮殆尽，李皇后和王亚澄也难逃一死。朱文进自称威武军留后，安葬了王延羲，上庙号为景宗，并向晋出帝称臣。

### 天德帝時期
王延政得知闽国内乱，泉州刺史留从效煽动部下杀掉了朱文进所任的黄紹颇，拥立王继勋主持州事，然后将黄紹颇的首级送到了建州。漳州部将陈谟听到了泉州有变，也依样画葫芦，杀了刺史程文纬，请王延政的另外一个侄子王继成权知州事。汀州刺史许文稹见风使舵，又向王延政上表请降。朱文进听说三州生变，慌得手足无措，临时拼凑了两万人，以林守谅去攻击留从效，结果被泉州和建州的联军击溃。朱文进连忙向吴越国求援，但是吴越的援军没到，王延政让吴成义攻打福州的部队已经兵临城下。
当王延羲和王延政对峙时，南唐皇帝李璟写信给王延政，说兄弟应当友爱相处，没想到王延政回书驳斥李璟，说唐主篡吴，有负杨氏，激怒了李璟。而此时，南唐李璟派遣边镐攻打建州，吴成义起初不知道是否应该回援，他后来心生一计，向福州城中传信，唐军也是来援助殷军的，现在已经来到了建州。朱文进信以为真，派人到建州请降。没想到使者刚走，部下林仁翰发难，煽动部下向富沙王王延政投诚，带领部下杀死了连重遇和朱文进。众人打开城门，迎入吴成义，王延政派遣自己的侄子王继昌出镇福州。而他自己和唐军对峙，没空迁都，于是改福州为南都，复国号为闽，闽国重归统一。并征发福州守军两万五千人前来支援建州。
王延政之后被南唐击败，只能龟缩在建州城里。而此时福州内，王继昌酗酒如命，不惜军士，王延政放心不下，派遣黄仁讽前来保护王继昌，但是王继昌瞧不起黄仁讽，这让黄仁讽心怀不满。前福州指挥史李仁达伙同陈继珣对黄仁讽说：“现在唐军趁胜南下，建州危急，富沙王连建州都顾不了，哪里还能顾及福州。以前王潮王审知兄弟布衣出身，拿下福州都易如反掌，何况我等有此良机，难道我们还不如王潮兄弟吗？”李陈二人争取到了黄仁讽，趁夜闯到了王继昌府中，杀死了王继昌。吴成义连忙来援，但叛军人多势众，也被叛军所杀。李仁达接管福州后想自立为主，但是恐众人不服，于是找到雪峰寺的僧人卓俨明，说他有天子相，拥立他为帝。王延政知道了福州变故，杀了黄仁讽全家，黄仁讽怀恨在心，亲自带着数千弓箭手，杀了王延政派来攻打的张翰真。黄仁讽后来良心发现，后悔自己反叛，被李仁达察觉，于是李仁达杀掉了黄仁讽和陈继珣。后来李仁达杀掉了卓俨明，自称威武军留后，使用南唐保大年号，向南唐称臣，并且分别和后晋和吴越修好。
王延政听左右之人说建州兵里的福州之人在秘谋叛变，于是收了福州人的兵器，将他们遣回了福州，暗地里却让人在途中杀光了他们，共计八千人，还把他们的尸骨拉回来充当军粮。建州兵的其他人见福州人的惨状，不免兔死狐悲，而且吃不下同袍的肉，弄得人人怨恨，士气一落千丈。八月廿四·丁亥（10月2日），唐军加大了攻城的势头，架上云梯，登上城墙，守军不战自溃。王延政无可奈何，只好自缚投降，汀州、泉州、漳州见闽主投降了唐军，于是纷纷投降。闽国灭亡，立六主，共五十年。

### 亡國後
閩國滅亡后，身為閩國皇族的泉州刺史王继勋修书给李仁达，希望两地通好，但是李仁达觉得泉州之前属于威武军，而自己现在是威武军节度使，泉州应该归自己节制。946年，割據福州的李仁達派其弟李弘通進攻泉州，閩南當地將領留從效趁此機會罷黜了王繼勳，改由自己代理州事，又击败李仁达凯旋而归，唐主李璟任命留从效为泉州刺史。李璟担心漳州也效仿泉州，就把漳州刺史王继成改任为和州刺史，汀州刺史许文稹改任为蕲州刺史，并且想用同样的方式将李仁达调离福州，担心他不领命，令陈觉前往福州带着金帛赏赐给李仁达宣他入朝。李仁达对陈觉加以冷漠和威胁，陈觉不敢提及宣他入京面圣的事情。但他在离开福州后不甘心，矫诏擅自抽调福州附近的守军，以冯延鲁为将前往福州敦促李仁达入朝。之后福州外的守军越来越多，李仁达再三派人到吴越求援，吴越王钱弘佐派遣张筠救援福州，南唐和福州、吴越联军鏖战数日，但是还是无法攻克福州。南唐的军队主将彼此争功，无法形成合力，让将士们都灰心不已，没有斗志，唐军和福州军于是开始了长达一年的对峙局面。吴越后来派遣余安登陆了白虾浦，支援李仁达。冯延鲁策划失误，导致南唐的军队大败，各路南唐军队人马不团结，相继撤走，福州争夺战以南唐的失败告终，南唐死亡两万余人，丢弃军械数十万，府库被消耗一空。余安接管了李仁达的部队，从此福州就纳入了吴越的版图。
947年，参加福州争夺战的留从效回到了泉州，留从效对唐军将领说泉州北面和福州是世仇，而南面又紧靠大海和瘴气之地，土地贫瘠，这几年屡屡兴兵致使土地荒废，所得收入仅能自保，无法供养南唐大军。南唐大军只好撤出泉州。949年，留从效佔領漳州。南唐现在已经无力攻打留从效，949年，南唐中主李璟不得不任命割據泉州的留從效為清源軍節度使，最後晉封晉江王，為閩南真正的統治者。南唐歸降北宋後，留從效亦請求歸屬，宋朝朝廷同意之，但清源軍後來經過留紹鎡、張漢思與陳洪進等節度使或留后的统治，持續割據閩南泉漳直至978年奉表正式獻出泉、漳二州，前後歷經29年。

## 军事
闽国设龙虎、天霸等六军及拱宸、控鹤、宸卫三都，在福州有全胜营、百胜营、横冲营、海路营、捉生营、护闽营等。

## 君主

### 君主列表
| 肖像                             | 庙号                          | 谥号                           | 名讳                                                        | 在世时间     | 在位时间                                               | 年号及使用时间 | 年号及使用时间 | 陵寝 |
| -------------------------------- | ----------------------------- | ------------------------------ | ----------------------------------------------------------- | ------------ | ------------------------------------------------------ | -------------- | -------------- | ---- |
|                                  | －                            | 闽忠懿王 （后唐庄宗李存勗谥）  | 王審知                                                      | 862年－925年 | 909年－925年 （闽王）                                  | －             | －             | 宣陵 |
| －                               | 闽昭武王 （嗣王王延翰谥）     |                                | 王審知                                                      | 862年－925年 | 909年－925年 （闽王）                                  | －             | －             | 宣陵 |
| 太祖 （闽惠宗王鏻追尊）          | 昭武孝皇帝 （闽惠宗王鏻追谥） |                                | 王審知                                                      | 862年－925年 | 909年－925年 （闽王）                                  | －             | －             | 宣陵 |
| －                               | －                            | 闽嗣王                         | 王延翰                                                      | ？－927年    | 925年－927年 （威武军留后 → 威武军节度使 → 大闽国王）  | －             | －             | －   |
| －                               | 惠宗                          | 齊肅明孝皇帝                   | 王鏻 （原名延鈞）                                           | ？－935年    | 927年－933年 （威武军留后 → 琅琊王 → 闽王）            | －             | －             | －   |
| －                               | 惠宗                          | 齊肅明孝皇帝                   | 王鏻 （原名延鈞）                                           | ？－935年    | 933年－935年 （大闽皇帝）                              | 龙启           | 927年－935年   | －   |
| －                               | 惠宗                          | 齊肅明孝皇帝                   | 王鏻 （原名延鈞）                                           | ？－935年    | 933年－935年 （大闽皇帝）                              | 永和           | 935年          | －   |
| －                               | 康宗                          | 聖神英睿文明廣武應道大弘孝皇帝 | 王昶 （原名繼鵬）                                           | ？－939年    | 935年－939年 （监国 → 大闽皇帝）                       | 通文           | 936年－939年   | －   |
| －                               | 景宗                          | 睿文廣武明聖元德隆道大孝皇帝   | 王曦 （原名延羲）                                           | ？－944年    | 939年－944年 （闽国王 → 大闽皇 → 大闽皇帝）            | 永隆           | 939年－944年   | －   |
| 富沙王王延政于建州称帝，国号大殷 |                               |                                |                                                             |              |                                                        |                |                |      |
|                                  | －                            | －                             | 王延政 （据建州称帝，国号大殷）                             | ？－951年    | 943年－945年 （大殷皇帝）                              | 天德           | 943年－945年   | －   |
| 朱文進弑景宗篡位，去闽帝号       |                               |                                |                                                             |              |                                                        |                |                |      |
| －                               | －                            | －                             | 朱文進 （去闽帝号，称臣后晋）                               | ？－945年    | 944年－945年 （闽王 → 权知闽国事 → 知闽国事 → 闽国王） | 天福           | 944年－945年   | －   |
| 王延政复闽帝号                   |                               |                                |                                                             |              |                                                        |                |                |      |
|                                  | －                            | 福恭懿王 （南唐元宗李璟谥）    | 王延政 （复闽帝号，后降南唐，降封鄱阳王、光山王，追赠福王） | ？－951年    | 945年 （闽皇帝）                                       | 天德           | 945年          | －   |

### 君主世系图
|                             |                             |                             |                             |                             |                             |  |  | 王恁                          |                               |                               |                               |                               |                               |  |  |                           |                           |                           |                           |                           |                           |  |  |                                  |                                  |                                  |                                  |                                  |                                  |  |  |  |  |  |  |  |  |  |  |  |  |  |  |  |  |  |  |
|                             |                             |                             |                             |                             |                             |  |  |                               |                               |                               |                               |                               |                               |  |  |                           |                           |                           |                           |                           |                           |  |  |                                  |                                  |                                  |                                  |                                  |                                  |  |  |  |  |  |  |  |  |  |  |  |  |  |  |  |  |  |  |
|                             |                             |                             |                             |                             |                             |  |  |                               |                               |                               |                               |                               |                               |  |  |                           |                           |                           |                           |                           |                           |  |  |                                  |                                  |                                  |                                  |                                  |                                  |  |  |  |  |  |  |  |  |  |  |  |  |  |  |  |  |  |  |
| 王潮 846－898               | 王潮 846－898               | 王潮 846－898               | 王潮 846－898               | 王潮 846－898               | 王潮 846－898               |  |  | 1 閩太祖 王審知 862－909－925 | 1 閩太祖 王審知 862－909－925 | 1 閩太祖 王審知 862－909－925 | 1 閩太祖 王審知 862－909－925 | 1 閩太祖 王審知 862－909－925 | 1 閩太祖 王審知 862－909－925 |  |  | 王審邽 858－904           | 王審邽 858－904           | 王審邽 858－904           | 王審邽 858－904           | 王審邽 858－904           | 王審邽 858－904           |  |  |                                  |                                  |                                  |                                  |                                  |                                  |  |  |  |  |  |  |  |  |  |  |  |  |  |  |  |  |  |  |
| 王潮 846－898               | 王潮 846－898               | 王潮 846－898               | 王潮 846－898               | 王潮 846－898               | 王潮 846－898               |  |  | 1 閩太祖 王審知 862－909－925 | 1 閩太祖 王審知 862－909－925 | 1 閩太祖 王審知 862－909－925 | 1 閩太祖 王審知 862－909－925 | 1 閩太祖 王審知 862－909－925 | 1 閩太祖 王審知 862－909－925 |  |  | 王審邽 858－904           | 王審邽 858－904           | 王審邽 858－904           | 王審邽 858－904           | 王審邽 858－904           | 王審邽 858－904           |  |  |                                  |                                  |                                  |                                  |                                  |                                  |  |  |  |  |  |  |  |  |  |  |  |  |  |  |  |  |  |  |
|                             |                             |                             |                             |                             |                             |  |  |                               |                               |                               |                               |                               |                               |  |  |                           |                           |                           |                           |                           |                           |  |  |                                  |                                  |                                  |                                  |                                  |                                  |  |  |  |  |  |  |  |  |  |  |  |  |  |  |  |  |  |  |
| 2 閩嗣王 王延翰 ?－925－926 | 2 閩嗣王 王延翰 ?－925－926 | 2 閩嗣王 王延翰 ?－925－926 | 2 閩嗣王 王延翰 ?－925－926 | 2 閩嗣王 王延翰 ?－925－926 | 2 閩嗣王 王延翰 ?－925－926 |  |  | 3 閩惠宗 王 ?－926－933－935  | 3 閩惠宗 王 ?－926－933－935  | 3 閩惠宗 王 ?－926－933－935  | 3 閩惠宗 王 ?－926－933－935  | 3 閩惠宗 王 ?－926－933－935  | 3 閩惠宗 王 ?－926－933－935  |  |  | 5 閩景宗 王曦 ?－939－944 | 5 閩景宗 王曦 ?－939－944 | 5 閩景宗 王曦 ?－939－944 | 5 閩景宗 王曦 ?－939－944 | 5 閩景宗 王曦 ?－939－944 | 5 閩景宗 王曦 ?－939－944 |  |  | 6 富沙王 王延政 ?－943－945－951 | 6 富沙王 王延政 ?－943－945－951 | 6 富沙王 王延政 ?－943－945－951 | 6 富沙王 王延政 ?－943－945－951 | 6 富沙王 王延政 ?－943－945－951 | 6 富沙王 王延政 ?－943－945－951 |  |  |  |  |  |  |  |  |  |  |  |  |  |  |  |  |  |  |
| 2 閩嗣王 王延翰 ?－925－926 | 2 閩嗣王 王延翰 ?－925－926 | 2 閩嗣王 王延翰 ?－925－926 | 2 閩嗣王 王延翰 ?－925－926 | 2 閩嗣王 王延翰 ?－925－926 | 2 閩嗣王 王延翰 ?－925－926 |  |  | 3 閩惠宗 王 ?－926－933－935  | 3 閩惠宗 王 ?－926－933－935  | 3 閩惠宗 王 ?－926－933－935  | 3 閩惠宗 王 ?－926－933－935  | 3 閩惠宗 王 ?－926－933－935  | 3 閩惠宗 王 ?－926－933－935  |  |  | 5 閩景宗 王曦 ?－939－944 | 5 閩景宗 王曦 ?－939－944 | 5 閩景宗 王曦 ?－939－944 | 5 閩景宗 王曦 ?－939－944 | 5 閩景宗 王曦 ?－939－944 | 5 閩景宗 王曦 ?－939－944 |  |  | 6 富沙王 王延政 ?－943－945－951 | 6 富沙王 王延政 ?－943－945－951 | 6 富沙王 王延政 ?－943－945－951 | 6 富沙王 王延政 ?－943－945－951 | 6 富沙王 王延政 ?－943－945－951 | 6 富沙王 王延政 ?－943－945－951 |  |  |  |  |  |  |  |  |  |  |  |  |  |  |  |  |  |  |
|                             |                             |                             |                             |                             |                             |  |  | 4 閩康宗 王昶 ?－935－939     |                               |                               |                               |                               |                               |  |  |                           |                           |                           |                           |                           |                           |  |  |                                  |                                  |                                  |                                  |                                  |                                  |  |  |  |  |  |  |  |  |  |  |  |  |  |  |  |  |  |  |

## 研究书目
- 诸葛计、银玉珍. . 福州: 福建人民出版社. 1997. ISBN 9787211029006.
- 徐晓望. . 台北: 中华发展基金管理委员会、五南图书出版公司. 1997. ISBN 9789571113883.
- 王文泰. . 广州: 暨南大学出版社. 2000. ISBN 9787810299831.
- 徐晓望. . 北京: 中国文史出版社. 2014. ISBN 9787503448041.
- [美] 薛爱华. . 上海: 后浪×楚尘文化、上海文化出版社. 2019. ISBN 9787553516851.
- 郭林. . 厦门: 厦门大学出版社. 2019. ISBN 9787561576304.